# Schweizer Bauernverband

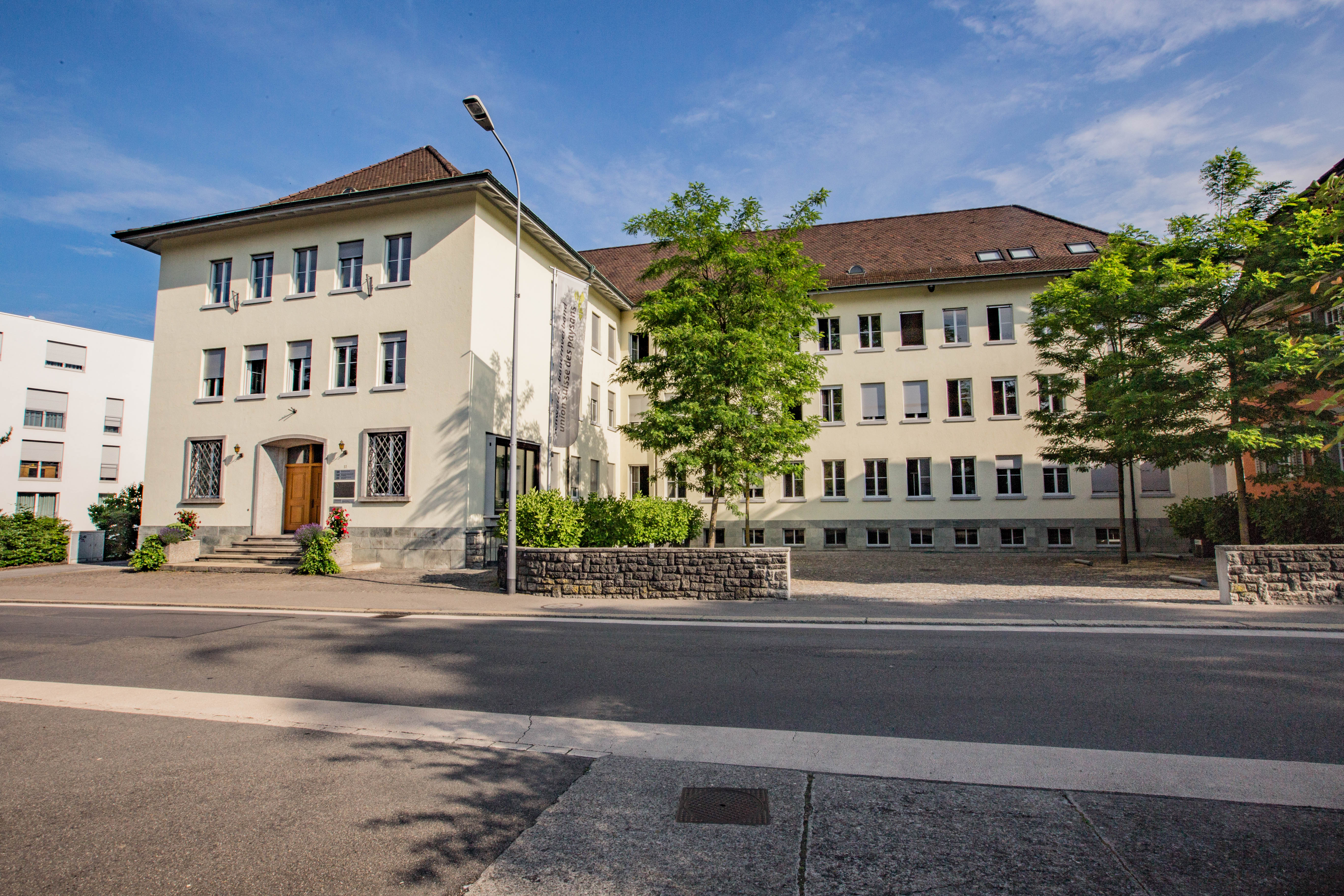
Der Hauptsitz des Schweizer Bauernverbandes an der Laurstrasse 10 in Brugg

Der Schweizer Bauernverband (kurz: SBV; bis 2013 Schweizerischer Bauernverband; französisch Union Suisse des Paysans (USP), italienisch Unione Svizzera dei Contadini (USC), rätoromanisch Uniun Purila Svizra (UPS)) vertritt als Dachverband die Interessen des Bauernstandes in der Schweiz und gilt als eine der einflussreichsten Organisationen des Landes.

## Geschichte
Die Gründung erfolgte 1897 im Berner Rathaus. Seither enthielt sich der Schweizerische Landwirtschaftliche Verein (SLV) jeglicher wirtschaftspolitischer Tätigkeit. Mitbegründer waren u. a. Johann Jenny und Caspar Decurtins. Drei Jahre später wurde der Verbandssitz von Bern nach Brugg verlegt, da die Ehefrau des damaligen Verbandsdirektors Ernst Laur von dort stammte und auf keinen Fall nach Bern ziehen wollte. Eine weitere prägende Person in den Anfangsjahren war Fritz Zaugg. Ab Juli 1901 gab der SBV die erste Schweizerische Bauernzeitung als monatliches Organ heraus, das zahlreichen schweizerischen und kantonalen landwirtschaftlichen Zeitungen beigelegt wurde (Heinrich Eugen Abt war erster Redaktor, welchem 1903 Hans Moos folgte). Das Organ wurde 1975 zu den Brugg-Informationen fusioniert, welche wiederum 1994 in der neuen Bauernzeitung aufging. Aus dem kleinen Bauernsekretariat (Schweizerisches Bauernsekretariat; kurz SBS) entwickelte sich durch die Schaffung neuer Abteilungen mit der Zeit ein Verband mit über 80 Festangestellten. 1941 hat sich der Schweizerische Landfrauenverband dem SBV angeschlossen. 1937 war der SBV bei der Gründung des Landwirtschaftlichen Informationsdiensts (LID) beteiligt. 1947 wurde eine Vermittlungsstelle für landwirtschaftliche Arbeitskräfte und Praktikanten ins Leben gerufen. Die Arbeitskräfte wurden vorerst hauptsächlich in Italien, später in Spanien, Portugal und Jugoslawien rekrutiert. Der Bund übertrug Mitte der 1970er-Jahre die zentrale Auswertung der Buchhaltungsergebnisse auf die Forschungsanstalt für Betriebswirtschaft und Landtechnik in Tänikon. Infolge wurde der SBV 1979 reorganisiert und das SBS aufgelöst. Die Beeinflussung des Gesetzgebungsverfahrens zu Gunsten der Landwirtschaft und die Erbringung von Dienstleistungen für die Mitglieder rückten in den Vordergrund. 1981 wurde die Kleinbauern-Vereinigung als Sektion aufgenommen, bevor 1982 der Austritt wegen Differenzen zur Kleinbauern-Initiative erfolgte.
Ab 1995 wurden unter dem Namen agri.ch Internetdienstleistungen vom Verband angeboten. Nach einem Management-Buy-out entstand daraus im Jahr 2001 das Unternehmen green.ch.
2002 hat der SBV die bildungspolitischen Aufgaben des im selben Jahr als Verein aufgelösten SLV übernommen.

## Organisation und Ziele
Zusammengesetzt ist der Verband aus Vertretern von 25 kantonalen Bauernverbänden und von 60 landwirtschaftlichen Dach- und Fachorganisationen (21 aus dem Bereich Tierproduktion, 13 aus dem Bereich Pflanzenbau, 4 Genossenschaftsverbände und 22 aus sonstigen Bereichen; Stand November 2023).
Die angeschlossenen Teilverbände vertreten rund 49'000 Bauernbetriebe. Sie wählen 500 Mitglieder für die Delegiertenversammlung, welche die Verbandsziele festlegt und Grundsatzentscheide fällt. Die Delegierten wählen aus ihren Reihen eine hundertköpfige Landwirtschaftskammer (LAKA); deren Aufgaben sind Einkommenssicherung, Eingaben an Behörden und Aufsicht über die Geschäftsführung. Der Verbandsvorstand besteht aus 18 bis 21 Mitgliedern. Er behandelt die laufenden Verbandsgeschäfte, bildet Fachkommissionen und ernennt die Mitglieder der Geschäftsstelle.
Der SBV-Direktor Martin Rufer und sein Stellvertreter Urs Schneider können direkt im Bundeshaus lobbyieren. Die Zutrittsberechtigung für das Parlamentsgebäude wurde ihnen vom SBV-Präsident sowie Nationalrat Markus Ritter erteilt. Ritter ist der erste Biolandwirt, der dieses Amt innehat. Zu den mehr als 40 «bäuerlichen Parlamentariern» des Schweizer Bauernverbands gehören u. a. Ständerat Charles Juillard, Nationalrat Leo Müller und Nationalrat sowie VR-Präsident der Genossenschaft Migros Ostschweiz Nicolò Paganini.
Der SBV setzt sich folgende Ziele: Angebot verschiedener Dienstleistungen für Landwirte, Erhaltung des bäuerlichen Familienbetriebs, angemessenes Einkommen für die Bauern, Einflussnahme auf die gesetzlichen Rahmenbedingungen, sinnvolle Nutzung des Bodens, Erzeugung von Qualitätsprodukten mittels transparenter Produktionsverfahren und Herkunftsbezeichnungen, Schutz des Kulturlandes und Schonung der Natur.
Zur Erfüllung dieser Ziele betreibt der SBV verschiedene Dienstleistungsbetriebe, diese umfassen Agrimpuls (Arbeitsvermittlung), Agriprof (Bildungswesen), Agriexpert (Treuhandleistungen, Rechts- und Bewertungsfragen), das Landwirtschaftliche Bau- und Architekturbüro LBA sowie die Agrisano-Unternehmungen. Bei letzteren handelt es sich um fünf rechtlich und wirtschaftliche unabhängige Unternehmungen (Agrisano Stiftung, Agrisano Krankenkasse AG, Agrisano Versicherungen AG, Agrisano Prevos und Agrisano Pencas), die gemeinsam auftreten und Bauernfamilien und deren Angestellten selbstentwickelte und bedürfnisgerechte Lösungen im Bereich der Personenversicherungen anbieten. Die Agrisano arbeitet eng mit den kantonalen landwirtschaftlichen Berufsorganisationen zusammen, die für die Agrisano regionale Geschäftsstellen (Regionalstellen) betreiben.

## Finanzierung
Der Bauernverband finanziert sich zu zwei Drittel über die Erträge seiner Dienstleistungen und zu einem Drittel über die Beiträge seiner Mitgliedssektionen. Diese Beiträge werden von den Bauernfamilien direkt oder indirekt bezahlt und belaufen sich je nach Betriebsgrösse auf ca. Fr. 100.-- bis Fr. 150.-- pro Bauernfamilie und Jahr. Die Beiträge der Bauernfamilien ihrerseits unterteilen sich im Verhältnis 3:2 in Flächenbeiträge und Produktionsbeiträge. Grund für diese Aufteilung ist, dass damit sowohl die bewirtschaftete Fläche als auch die Wertschöpfung der verschiedenen Produktionszweige berücksichtigt wird. Die Delegiertenversammlung stimmt jährlich über die Flächenbeiträge ab und beschliesst zudem alle vier Jahre über die produktbezogenen Beiträge, welche dem aktuellen Anteil der Endproduktion angepasst werden.
Der jüngste Beschluss der Delegiertenversammlung passte die Höhe der produktbezogenen Beiträge per Anfang 2018 an. Die produktbezogenen Beiträge waren aufgrund der Endproduktion neu berechnet worden und brachten für einzelne Mitgliedssektionen zum Teil erhebliche Veränderungen mit sich. Darum passte der SBV gleichzeitig auch die Vertretungsrechte in den Gremien an.
Der Verband Schweizer Gemüseproduzenten (VSGP) akzeptierte den Beschluss der Delegiertenversammlung nicht und beschloss Ende Februar 2018 rückwirkend auf den 1. Januar 2018 aus dem SBV auszutreten.

## Positionen

### Agrarpolitik 22+
Der Bauernverband begrüsst die Sistierung der Agrarpolitik 22+, da diese laut SBV den Bauernfamilien keine Perspektive biete und unausgereift sei.

### Tierschutz
Dem Verband ist der Tierschutz nach eigenen Angaben sehr wichtig. Er setzt sich deshalb für einen klaren Vollzug des Tierschutzgesetzes ein – auch ist der Verband gegen die Schlachtung trächtiger Kühe und Rinder. Laut Martin Rufer vom SBV sind Sanktionen durch Schlachthöfe aber effizienter als Bussen. Der Verband findet Massentierhaltung aber in Ordnung und bekämpfte indes die Eidgenössische Volksinitiative «für ein naturnahes Bauern – gegen Tierfabriken (Kleinbauern-Initiative)». Ebenso wird die am 25. September 2022 zur Abstimmung kommende eidgenössische Volksinitiative «Keine Massentierhaltung in der Schweiz (Massentierhaltungsinitiative)» bekämpft. Ausserdem setzt sich der SBV dafür ein, dass die Direktzahlungen an die Bauern (rund 2,8 Milliarden Franken pro Jahr) nicht reduziert werden, da der grosse Teil an gemeinwirtschaftliche Leistungen gebunden ist. Indes ist der SBV Mitglied bei der Branchenorganisation Proviande.

## Parolen

### CO2-Gesetz
Die Landwirtschaftskammer fasste nach einer kontradiktorischen Auseinandersetzung mit 56 zu 19 Stimmen und bei 9 Enthaltungen die Ja-Parole zum CO2-Gesetz.

### Pestizid-Initiativen
Eine nachhaltige Landwirtschaft ist dem Bauernverband gemäss eigenen Angaben sehr wichtig. Allerdings bekämpft der Bauernverband die Trinkwasser- und Pestizid-Initiative – welche beide am 13. Juni 2021 zur Abstimmung kommen – weil diese seiner Meinung nach weit über das Ziel hinausschiessen. Laut SBV-Vizedirektor Urs Schneider sei dies die grösste Kampagne in der 125-jährigen Geschichte des Schweizer Bauernverbandes. Schneider koordiniert die 2x-NEIN-Kampagne.

### Referendum gegen Freihandelsabkommen mit Indonesien
Bei der Volksabstimmung vom 7. März 2021 wird das Freihandelsabkommen mit Indonesien vom Bauernverband befürwortet.

### Konzernverantwortungsinitiative
Die Landwirtschaftskammer hat die Nein-Parole zur Konzernverantwortungsinitiative beschlossen.

## Vorstandsmitglieder
Der 24-köpfige Vorstand des SBV ist stark von der Schweizerischen Volkspartei (SVP) dominiert und setzt sich neben dem SBV-Präsidenten Markus Ritter (Mitte) wie folgt zusammen:
| Name                    | Funktion(en) |
| ----------------------- | --- |
| Anne Challandes         | Vizepräsidentin des SBV, Präsidentin Schweizerischer Bäuerinnen- und Landfrauenverband (SBLV)                                                       |
| Fritz Glauser           | Vizepräsident des SBV, Präsident Schweizerischer Getreideproduzentenverband (SGPV), Präsident Freiburgischer Bauernverband (UPF)                    |
| Alois Huber-Troxler     | Nationalrat, Vizepräsident des SBV, ehemaliger Präsident Bauernverband Aargau (BVA)                                                                 |
| Hugo Abt                | Vertreter Schweizer Rindviehproduzenten |
| Claude Baehler          | Präsident Prométerre |
| Jürg Bärtschi           | Vertreter Geflügelbranche |
| Boris Beuret            | Vertreter Schweizer Milchproduzenten (SMP) |
| Andreas Bernhard        | Vertretung Viehwirtschaft, Präsident Suisseporcs |
| Vincent Boillat         | Vertreter JU/NE/GE |
| Pierre-André Geiser     | VR-Präsident Fenaco Genossenschaft |
| Sem Genini              | Geschäftsführer Unione Contadini Ticinesi (UCT) |
| Willy Giroud            | Präsident Walliser Landwirtschaftskammer (WLK) |
| Maja Grunder            | Präsidentin Verband Thurgauer Landwirtschaft (VTL)                                                                                                  |
| Ursin Gustin            | Vertreter Junglandwirte (JULA) |
| Martin Haab             | Nationalrat, Präsident Zürcher Bauernverband (ZBV)                                                                                                  |
| Jürg Iseli              | Präsident Berner Bauern Verband (BEBV) |
| Damien Humbert-Droz     | Vertreter Pflanzenbau |
| Markus Kretz            | Präsident Luzerner Bäuerinnen- und Bauernverband (LBV)                                                                                              |
| Jakob Lütolf            | Präsident Zentralschweizer Bauernbund (ZBB) |
| Thomas Roffler          | Präsident Bündner Bauernverband (BBV), Schweizerischer Alpwirtschaftlicher Verband (SAV)                                                            |
| Peter Seiler            | Vertretung Berg- und Alpwirtschaft, Vorstand Schweizerische Arbeitsgemeinschaft für die Berggebiete und Schweizerischer Alpwirtschaftlicher Verband |
| Andreas Vögtli          | Vertreter SO/BL/BS, Präsident Solothurner Bauernverband (SOBV)                                                                                      |
| Fritz Waldvogel         | Vertreter AR/AI/GL/SH, Präsident Glarner Bauernverband (BVGL)                                                                                       |
| Jeanette Zürcher-Egloff | Vizepräsidentin Schweizerischer Bäuerinnen- und Landfrauenverband (SBLV)                                                                            |

## Präsidenten seit 1897
| Name              | Amtsdauer  |
| ----------------- | ---------- |
| Johann Jenny      | 1897–1930  |
| Franz Moser       | 1930–1935  |
| Ferdinand Porchet | 1935–1949  |
| Rudolf Reichling  | 1949–1961  |
| Joachim Weber     | 1961–1974  |
| Peter Gerber      | 1974–1988  |
| Jean Savary       | 1988–1992  |
| Marcel Sandoz     | 1992–2000  |
| Hansjörg Walter   | 2000–2012  |
| Markus Ritter     | 2012–heute |

## Direktoren seit 1897
| Name              | Amtsdauer  |
| ----------------- | ---------- |
| Ernst Laur        | 1897–1939  |
| Oskar Howald      | 1939–1949  |
| Ernst Jaggi       | 1949–1958  |
| René Juri         | 1958–1987  |
| Melchior Ehrler   | 1987–2002  |
| Jacques Bourgeois | 2002–2020  |
| Martin Rufer      | 2020–heute |